# جو ببكر
جو ببكر (بالإنجليزية: Joe Baker)‏ (17 يوليو 1940 في المملكة المتحدة - 6 أكتوبر 2003 في المملكة المتحدة) هو مدرب كرة قدم ولاعب كرة قدم بريطاني في مركز الهجوم. شارك مع منتخب إنجلترا لكرة القدم. أما مع النوادي، فقد لعب مع ريث روفرز ونادي أرسنال ونادي تورينو ونادي سندرلاند ونادي هيبرنيان ونوتينغهام فورست.

## وصلات خارجية
- جو ببكر على موقع قاعدة بيانات كرة القدم.إي يو (الإنجليزية)
- جو ببكر على موقع ناشيونال فوتبول تيمز (الإنجليزية)